# Václav Uhlíř (1971)
Václav Uhlíř (* 3. října 1971) je bývalý český fotbalový obránce či záložník. Po skončení hráčské kariéry se stal trenérem.

## Hráčská kariéra
Nejvyšší soutěž hrál ve Slovácké Slavii Uh. Hradiště, tamtéž nastupoval i ve druhé a třetí lize. V Moravskoslezské fotbalové lize hrál také za Kyjov a FK Kunovice. Od jara 2001 působil v Rakousku (SV Gerasdorf Stammersdorf jaro 2001–2002/03 a Prottes SC 2003/04–podzim 2010).
V nižších soutěžích nastupoval též za Sokol Těmice, Spartak Hluk, Sokol Kněžpole či TJ Vlčnov.

## Trenérská kariéra
Po skončení hráčské kariéry se stal trenérem. V sezonách 2015/16, 2016/17, 2017/18 byl trenérem TJ Spartak Hluk v Přeboru Zlínského kraje. Totéž mužstvo vede v téže soutěži i na podzim 2018.

## Ligová bilance
| Ročník                               | Zápasy | Góly | Minuty | Klub             |
| ------------------------------------ | ------ | ---- | ------ | ---------------- |
| MSFL 1993/94                         | –      | 0    | –      | Uherské Hradiště |
| Divize E 1993/94                     | –      | –    | –      | HS Kroměříž      |
| II. liga 1994/95                     | 15     | 1    | –      | Uherské Hradiště |
| I. liga 1995/96                      | 11     | 0    | 454    | Uherské Hradiště |
| MSFL 1996/97                         | –      | 2    | –      | AFK VMG Kyjov    |
| MSFL 1997/98                         | –      | 0    | –      | AFK VMG Kyjov    |
| MSFL 1997/98                         | –      | 1    | –      | FK Kunovice      |
| MSFL 1998/99                         | –      | 1    | –      | FK Kunovice      |
| MSFL 1999/00                         | –      | 2    | –      | FK Kunovice      |
| CELKEM I. LIGA                       | 11     | 0    | 454    |                  |
| CELKEM II. LIGA                      | 15     | 1    | –      |                  |
| CELKEM III. LIGA – MSFL (od 1993/94) | –      | 6    | –      |                  |